# Иод-126
Иод-126 — радиоактивный изотоп химического элемента иода с атомным номером 53 и массовым числом 126.

## Образование и распад
Будучи нейтронодефицитным изотопом, иод-126 не образуется при делении ядер урана или плутония. Возможно только облучение изотопов соседних элементов на циклотронах.
Распадается иод-126 путём как захвата электрона, так и β−-распада, продукты распада - стабильные изотопы 126Te и 126Xe:
{\displaystyle \mathrm {{}_{53}^{126}I} +e^{-}\rightarrow \mathrm {{}^{1}{}_{52}^{26}Te} +{\nu }_{e}\,.}
{\displaystyle \mathrm {{}_{53}^{126}I} \rightarrow \mathrm {{}^{1}{}_{54}^{26}Xe} +e^{-}+{\bar {\nu }}_{e}\,;}